# Fausses Apparences (téléfilm)
Pour les articles homonymes, voir Fausses apparences.

Fausses Apparences (The Ultimate Lie) est un téléfilm américain réalisé par Larry Shaw et diffusé en 1996 à la télévision.

## Synopsis
Un fonctionnaire à l'université loue les services d'une call-girl pour la soirée. Mais à sa grande surprise, il découvre que la jeune femme n'est autre que sa fille, une adolescente. Après divulgation de ce secret, toute la famille se déchire.

## Fiche technique
- Titre original : The Ultimate Lie
- Scénario : Rob Fresco
- Durée : 97 min
- Pays :  États-Unis

## Distribution
- Kristin Davis : Claire McGrath
- Michael Murphy : Malcolm McGrath
- George Eads : Ben McGrath
- Gregory Itzin
- Jane Marla Robbins
- John Pennell : Chuck
- Nicolette Scorsese : Eileen
- Virginya Keehne
- Billy Burke
- Blair Brown : Joan "Joanie" McGrath
- Jean Shum : Amy Chen
- Alexander Zale : Le vieux professeur
- David Cromwell : Chancelier Peterson
- James MacDonald : L'homme d'affaires
- Donald Craig : Chancelier Krell
- Sarah Lassez : Ashley
- Steven Christopher Young : Jimmy
- Arthel Neville : La présentatrice
- Doug Tompos : Lenny
- Janine Jordae : La prostituée
- Bentino Martinez : Policier #1
- Lisa Dinkins : Policier #2
- Ernie Orsatti